# Vasile Năstase
Vasile Năstase   (Podu Turcului, 1 de gener de 1962) és un remer romanès, ja retirat, que va competir durant les dècades de 1980 i dècada de 1990.
El 1992 va prendre part en els Jocs Olímpics d'Estiu de Barcelona, on guanyà la medalla de plata en la prova del vuit amb timoner del programa de rem.
En el seu palmarès també destaquen tres medalles al Campionat del món de rem, una d'or, una de plata i una de bronze, entre les edicions de 1989 i 1994; així com dues medalles d'or a les universíades.